# (709) Fringilla
(709) Fringilla es un asteroide perteneciente al cinturón de asteroides descubierto el 3 de febrero de 1911 por Joseph Helffrich desde el observatorio de Heidelberg-Königstuhl, Alemania.
Está nombrado por la palabra que designa el género de los pinzones.